# Ray County
Das Ray County ist ein County im US-amerikanischen Bundesstaat Missouri. Im Jahr 2020 hatte das County 23.158 Einwohner und eine Bevölkerungsdichte von 15,7 Einwohnern pro Quadratkilometer. Der Verwaltungssitz (County Seat) ist Richmond.
Das Ray County ist Bestandteil der Metropolregion Kansas City.

## Geografie
Das County liegt im mittleren Nordwesten von Missouri am Nordufer des Missouri River. Im Westen ist die Grenze zu Kansas etwa 60 km entfernt. Das Ray County hat eine Fläche von 1486 Quadratkilometern, wovon 11 Quadratkilometer Wasserfläche sind. An das Ray County grenzen folgende Nachbarcountys:
| Clinton County | Caldwell County  |                |
| Clay County    |                  | Carroll County |
| Jackson County | Lafayette County |                |

## Geschichte
Das Ray County wurde 1820 aus dem Howard County gebildet. Benannt wurde es nach dem Staatsmann John Ray, einem Abgeordneten in Missouri.

## Demografische Daten
Nach der Volkszählung im Jahr 2010 lebten im Ray County 23.494 Menschen in 9.295 Haushalten. Die Bevölkerungsdichte betrug 15,9 Einwohner pro Quadratkilometer. In den 9.295 Haushalten lebten statistisch je 2,51 Personen.
Ethnisch betrachtet setzte sich die Bevölkerung zusammen aus 96,3 Prozent Weißen, 1,2 Prozent Afroamerikanern, 0,5 Prozent amerikanischen Ureinwohnern, 0,3 Prozent Asiaten sowie aus anderen ethnischen Gruppen; 1,4 Prozent stammten von zwei oder mehr Ethnien ab. Unabhängig von der ethnischen Zugehörigkeit waren 1,8 Prozent der Bevölkerung spanischer oder lateinamerikanischer Abstammung.
24,7 Prozent der Bevölkerung waren unter 18 Jahre alt, 60,8 Prozent waren zwischen 18 und 64 und 14,5 Prozent waren 65 Jahre oder älter. 49,7 Prozent der Bevölkerung war weiblich.

Das jährliche Durchschnittseinkommen eines Haushalts lag bei 51.326 USD. Das Prokopfeinkommen betrug 24.040 USD. 10,0 Prozent der Einwohner lebten unterhalb der Armutsgrenze.

## Ortschaften im Ray County
Citys
| - Camden - Crystal Lakes - Excelsior Springs1 - Fleming | - Hardin - Henrietta - Lawson1 - Orrick | - Richmond - Wood Heights |

Villages
- Elmira
- Excelsior Estates1
- Homestead
- Rayville

Unincorporated Communities
| - Albany - Dockery - Elkhorn - Elmira Camp - Floyd - Georgeville | - Knoxville - Millville - Morton - Regal - Rockingham - Russellville | - Saint Cloud - Stet2 - Swanwick - Taitsville - Tinney Grove - Vibbard |

1 – teilweise im Clay County

2 – teilweise im Carroll County

## Gliederung
Das Ray County ist in acht Townships eingeteilt:
| Township               | Einwohner (2010) | FIPS     |
| ---------------------- | ---------------- | -------- |
| Camden Township        | 596              | 29-10756 |
| Crooked River Township | 999              | 29-17398 |
| Fishing River Township | 5010             | 29-24310 |
| Grape Grove Township   | 885              | 29-28666 |
| Knoxville Township     | 974              | 29-39314 |
| Orrick Township        | 1426             | 29-54956 |
| Polk Township          | 4463             | 29-58844 |
| Richmond Township      | 9141             | 29-61688 |